# 노시로 지진
노시로 지진(일본어: 能代地震)은 현재의 일본의 아키타현 노시로시 주변에 피해를 가져온 지진이다. 주요 지진은 1694년과 1704년에 발생하고있다.

## 1694년 지진
1694년의 노시로 지진 은 1694년 6월 19일에 무쓰국 (현재의 아키타현 노시로시)에서 발생한 지진이다. 지진 규모는 M7.0. 노시로 단층대 (能代断層帯)의 활동에 의해 발생한 지진이다. 지진으로 산사태 등이 발생하여 394명이 사망했다. 또한 20~30cm의 쓰나미가 발생했을 가능성이있다.

## 1704년 지진
1704년 5월 27일, 우고국·무쓰국에서 지진 (호에이 노시로 지진) 이 발생했다. 지진 규모는 M7.0. 노시로, 하치모리 지역이 진도7이었을 것으로 추정된다. 이 지진으로 각지에서 산사태가 발생, 아오모리현 후카우라정에서 강이 언 나무 꼿아 십이호 (十二湖) 라는 호수가 생겼다. 지진으로 58명이 사망했다.

## 참고 문헌
- 国立天文台 『理科年表 令和3年』 丸善 ISBN 978-4-621-30560-7
- 今村明恒:能代と地震 地震 第1輯 Vol.13 (1941) No.8 P.245-254, doi:10.14834/zisin1929.13.245
- 今村明恒:古代の比内地震、特に埋沒家屋中より發見せる一器具によりて推定せらるゝ該地震の年代に就て (昭和十八年一月十二日報告、Proceedings, vol. 19, pp. 29-30參照) 帝國學士院紀事 Vol.2 (1943) No.2 P.329-345, doi:10.2183/tja1942.2.329